# Perizoma apantharia
Perizoma apantharia är en fjärilsart som beskrevs av Franz Dannehl 1927. Perizoma apantharia ingår i släktet Perizoma och familjen mätare. Inga underarter finns listade i Catalogue of Life.